# Palais Bo
Le palais Bo, ou palazzo Bo en italien ou même Il Bo, héberge le siège de l'université de Padoue depuis 1493. Il abrite un théâtre anatomique permanent longtemps considéré comme le premier de son genre, le théâtre anatomique de Padoue.

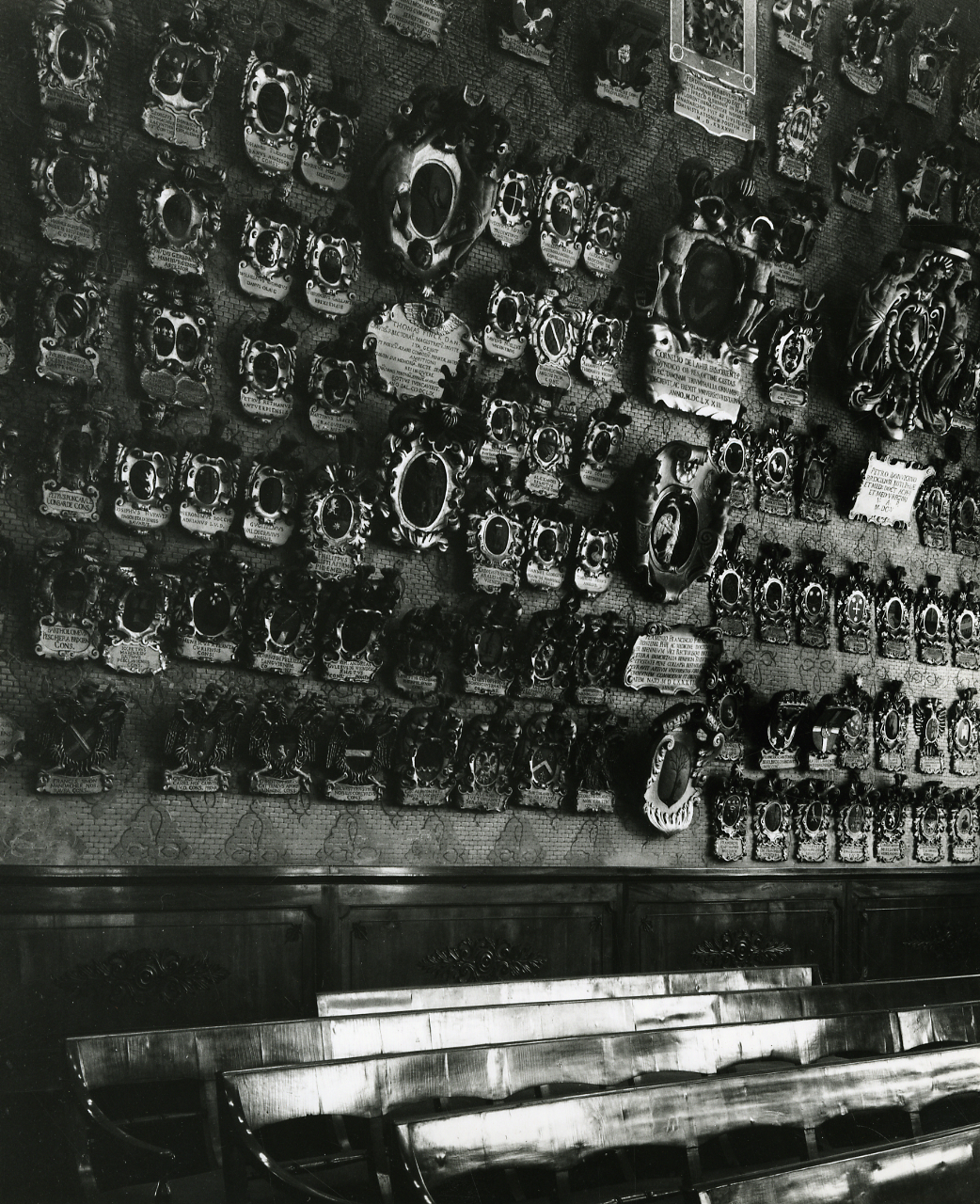
Blasons de professeurs et d'étudiants dans l'Aula Magna de Palais Bo. Photo par Paolo Monti, 1966.

L'un des aspects caractéristiques du palais, qui frappe immédiatement le visiteur, est le nombre incroyable d'armoiries peintes et en relief qui décorent non seulement l'atrium et les loggias, mais aussi de nombreuses salles et autres pièces à commencer par l'Aula Magna. On compte ainsi plus de 3 000 armoiries. En 1688 il fut interdit d'en placer de nouvelles, pour préserver les plus anciennes de la destruction.